# Stokes Croft
Stokes Croft è un quartiere di Bristol (Regno Unito) situato a nord della città.
Stokes Croft deve il suo nome al sindaco John Stoke che era il proprietario della zona nella seconda metà del XIV secolo. Nel XVIII secolo fu inaugurato lo Stokes Croft Theatre e la Dissenting Charity Almshouses and School e furono avviati molti esercizi commerciali. In seguito l'area si  è sviluppata diventando un centro commerciale e culturale.
Dal secondo dopoguerra Stokes Croft è nota per la vivacità della scena artistica e musicale. Musicisti come Massive Attack, Portishead, Tricky e Roni Size hanno iniziato la loro carriera nei numerosi locali.
Il quartiere  è  famoso per le opere d'arte di strada e la presenza di numerosi writer,  i quali hanno coperto le facciate degli edifici con murales molto grandi. Banksy, originario di Bristol, ha realizzato in questa zona i suoi primi dipinti tra cui il murale "Mild Mild West". Inoltre sono presenti numerosi laboratori di artisti e negozi di arte dove si possono comprare opere di esordienti.

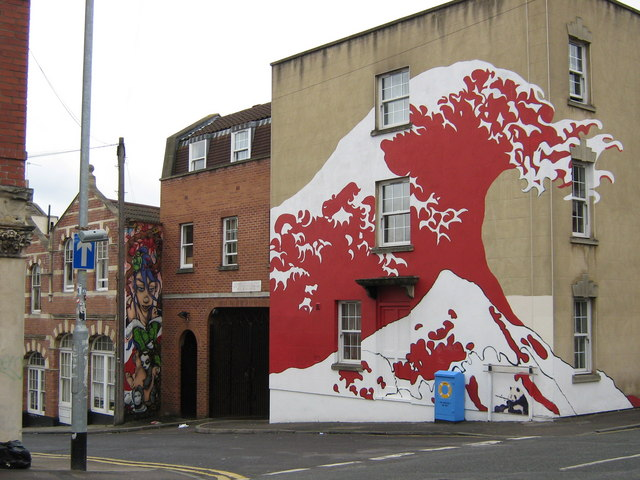
Arte di strada, Hillgrove Street - geograph.org.uk - 1248176

Il quartiere è noto anche per le problematiche sociali e per un gran numero di edifici abbandonati che sono stati occupati da squatter.

## Associazioni e organizzazioni
Allo scopo di tutelare l'identità del quartiere è nata Peoples Republic of Stokes Croft (PRSC), un'organizzazione che, criticando la politica locale, accusata di voler trasformare la zona in un quartiere commerciale, promuove l'espansione culturale dell'area.

## Edifici e monumenti
- City Road Baptist Church: è una chiesa battista costruita nel 1861 da James Medland e A.W. Maberlya. Fa parte del patrimonio culturale curato dall'English Heritage.[5]
- Perry's Carriage Works: è un edificio costruito nel 1862. I suoi spazi hanno avuto varie funzioni: è nata come officina per carrozze ma in seguito ci sono stati una fornace, un negozio di vernici, un'essiccatoio per il legno, un salone di bellezza. Nel 1966 è stato danneggiato da un incendio, da allora è abbandonato.[6]

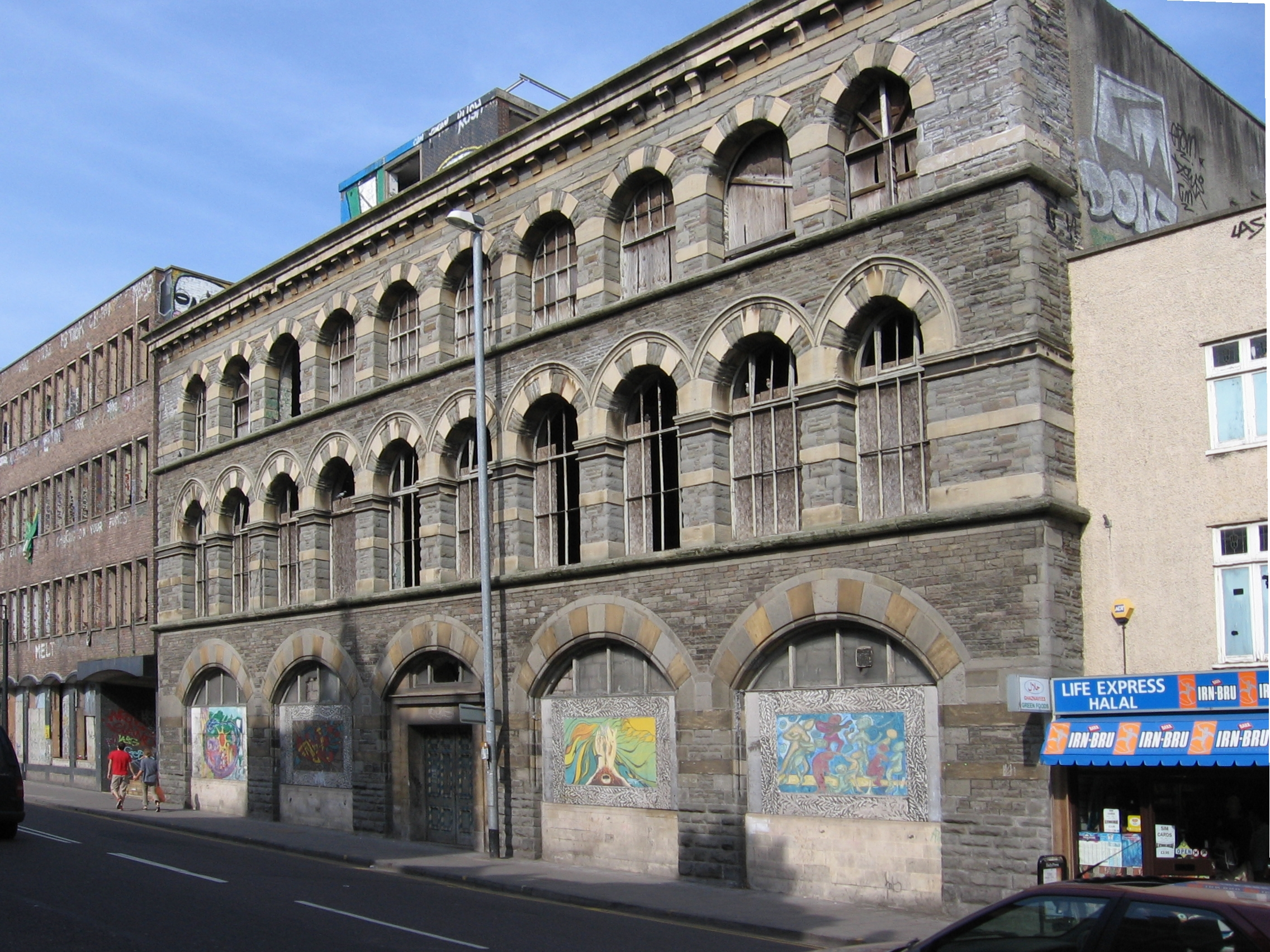
Carriage Works Stokes Croft Bristol

## Musei e gallerie
- Stokes Croft Museum: raccoglie opere d'arte, testimonianze storiche, oggetti dei personaggi illustri vissuti a Stokes Croft.[7]
- Jamaica Street Artists: è un grande edificio che ospita studi di artisti. Una volta al mese viene aperto al pubblico[8]

## Le rivolte contro Tesco
Il 22 aprile 2011 in seguito all'apertura del supermercato Tesco Express, davanti ad un edificio occupato, una folla è scesa in strada. Gli scontri sono durati per tutta la notte.  Ci sono stati quattro arresti e numerosi feriti. Le vetrine di Tesco Express e di altri negozi sono state rotte e molte automobili bruciate. La protesta è partita da un gruppo di dissidenti che si oppone alla multinazionale e vuole tutelare i commercianti locali.

## Rivolte dell'agosto 2011
Il 9 agosto 2011, in seguito ai disordini scoppiati a Londra il 6 agosto,  più di 150 rivoltosi provenienti da Stokes Croft e dalle zone vicine di St. Paul e Montpelier hanno danneggiato le vetrine di Tesco Express e di altri esercizi commerciali.

## Strade
- Ashley Road (una parte)
- Backfields
- Dove Street South
- Gloucester Road (una parte di)
- Hill Grove Street
- Jamaica Street
- King Square
- King Square Avenue
- Nine Tree Hill
- North Street
- Pincton Street (una parte)
- Spring Hill
- Stokes Croft
- Thomas Street
- Upper York Street